# Croisière noire

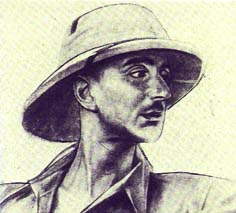
Portrait de Georges-Marie Haardt lors de l'expédition.

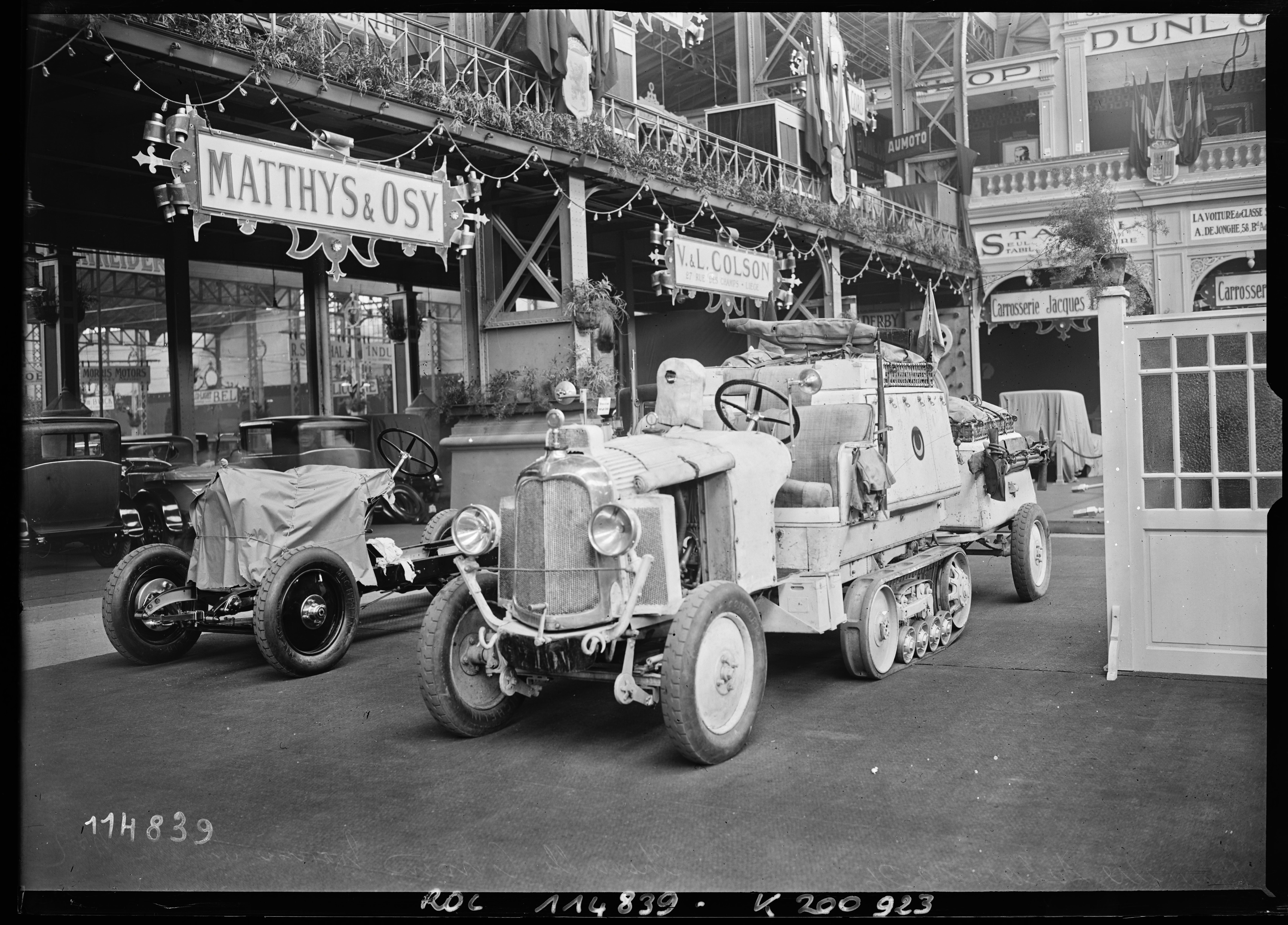
Citroën P4T de la Croisière noire, à Bruxelles en 1926.

La croisière noire est une expédition automobile qui traversa le continent africain du Nord au Sud entre le 28 octobre 1924 et le 26 juin 1925. Également nommée « Expédition Citroën Centre Afrique » ou encore « 2e mission Haardt Audouin-Dubreuil », elle est mise sur pied par André Citroën afin de mieux faire connaître sa marque et d'ouvrir une ligne régulière motorisée traversant le continent africain.
L'expédition est filmée par Léon Poirier et projetée en 1926 sous le titre La Croisière noire. Le succès du film est considérable.
Au-delà du simple aspect publicitaire, il s'agit également d'une expédition à portée politique, culturelle et scientifique. La croisière noire supplée ainsi le projet stagnant du « Transsaharien » en ayant recours, comme le fait remarquer André Citroën en 1925, à des investissements plus faibles au départ et sur une moindre durée.

## Prémices

### Premières expéditions

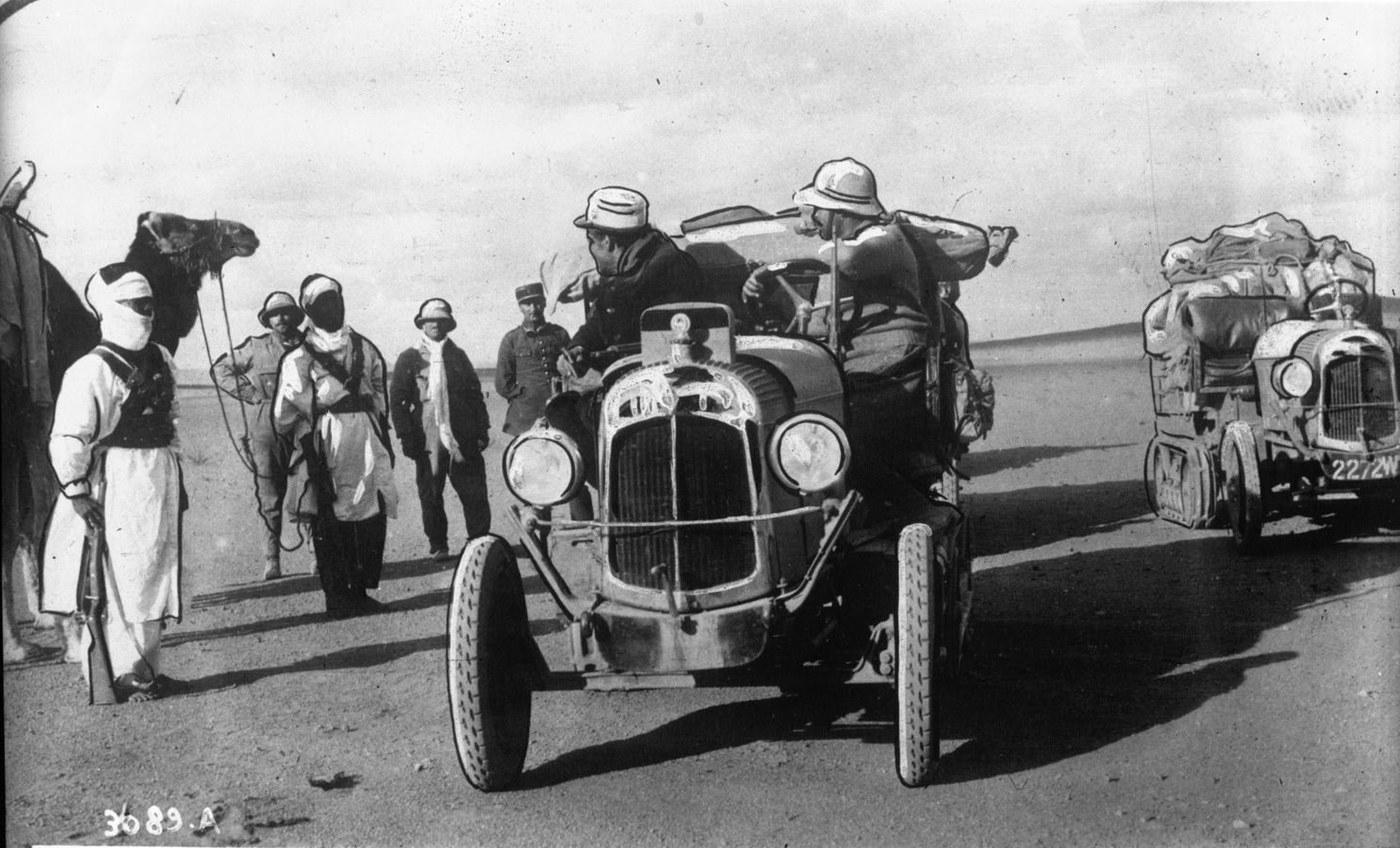
La première mission Haardt-Dubreuil et ses autochenilles dans le Grand Erg.

Dès la fin du XIXe siècle, quelques explorateurs, comme Félix Dubois en 1898, ont tenté des essais automobiles en Afrique, mais les résultats furent peu concluants. Ce n'est qu'en 1922 qu'une expédition d'envergure sera entreprise: la première expédition Citroën. Du 17 décembre 1922 au 7 janvier 1923, la Traversée du Sahara en autochenilles (sv) de Georges-Marie Haardt et Louis Audouin-Dubreuil parcourt le Sahara du nord au sud avec cinq autochenilles Citroën-Kégresse K1, en empruntant l'itinéraire classique des pistes caravanières.
Georges Estienne qui y a participé convainc son père le général Jean Estienne d'organiser une nouvelle traversée empruntant une nouvelle voie plus adaptée au transport automobile. Fin 1923, la première mission Gradis, dite « Algérie-Niger », traverse le Sahara de Figuig (extrême-est du Maroc) à Savé (actuel Bénin), à bord de quatre autochenilles K1, parcourant 3 600 kilomètres. Ils sont accueillis à l'arrivée par André Citroën, sa femme, l'ingénieur Adolphe Kégresse, et le général Jean Estienne. L'année suivante, la seconde mission Gradis est organisée, à bord de voitures Renault MH, toujours pour traverser le Sahara, mais par la route dite « du Grand Axe ».

### Le projet et ses objectifs

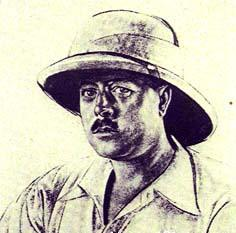
Portrait de Louis Audouin-Dubreuil lors de l'expédition

Devant les premiers succès, certains désirent entamer de nouvelles expéditions. Gaston Doumergue, Président de la République française, évoque devant André Citroën et Georges Marie Haardt l'intérêt d'une liaison régulière entre les colonies africaines et Madagascar, territoire français isolé dans l'océan Indien.
Dès lors, André Citroën se lance dans l'organisation de la première partie de cette ligne régulière, la traversée en autochenilles du Sahara, reliant Colomb-Béchar (centre de l'Algérie) à Tombouctou (centre du Mali), afin de préparer une liaison avec passagers. Ces passagers devront néanmoins être suffisamment fortunés pour pouvoir dépenser dans ce voyage un peu plus de 40 000 francs. Contrairement à la traversée du Sahara, au cours de laquelle André Citroën lui-même et son équipe ont bivouaqué, les voyageurs profiteront du grand luxe, logeant dans les grands hôtels situés le long du parcours et dégustant des repas spécialement préparés pour l'occasion. Les automobiles Citroën profiteront de surcroît d'une importante retombée médiatique.
Outre l'aspect touristique de l'expédition, l'objectif est également économique. Comme André Citroën l'explique, l'ouverture d'une ligne motorisée « a pour but de transporter le plus rapidement possible le voyageur désireux de se rendre, à travers le désert, dans la région nigérienne où l'attirent les sports ou les affaires ». Par ailleurs, certaines déclarations d'André Citroën laissent à penser qu'il s'interrogeait sur la portée humaniste de l'expédition. En effet, il déclare : « je comprenais [que] la réalisation [du projet] devait donner à ce continent immense et actuellement déshérité en tant d'endroits, la vie, le mieux-être et la joie qui sont avec le travail, les conditions indispensables à l'évolution des groupements humains vers le bonheur ». Néanmoins, il s'agit d'un courant de pensée très répandu dans les pays colonisateurs, l'« humanisme colonial », notamment théorisé par Albert Sarraut.

### Compagnie transafricaine
Citroën met dès lors en place une compagnie transafricaine, dénommée dans un premier temps CEGETAF (Compagnie générale transafricaine) puis plus tard CITRACIT (Compagnie transafricaine Citroën), engage des spécialistes pour mettre au point l'expédition imaginée et prépare tout un programme de construction hôtelière. Une formidable campagne de publicité est organisée dans toute l'Europe et de nombreux tracts sont distribués dans les usines Citroën, du quai de Javel. Par ailleurs, la Citroën 10HP qui a servi pour la traversée du Sahara, jugée trop peu confortable pour la clientèle visée, est remplacée par une 15HP Mors, équipée du système Kégresse pour les autochenilles.

## Expédition

### Annulation
Seuls dix-huit mois de préparation ont précédé l'annonce du départ pour Tombouctou, le 6 janvier 1924. Le général Pétain, le roi des Belges Albert Ier, le gouverneur de l'Algérie, M. Steeg, et leurs femmes sont conviés à rejoindre les époux Citroën dans cette expédition. Cependant, le 2 janvier de la même année, André Citroën suspend le projet. Les autorités militaires lui annoncent en effet un risque d'insurrection armée dans le sud du pays marocain, et qu'elles ne sont pas en mesure de garantir la sécurité du groupe. Le gouvernement français retire dès lors toute autorisation de passage dans le pays. Déçu, André Citroën liquide sa compagnie transafricaine et vend les autochenilles spécialement préparées.
Cependant, il semble que toute cette histoire ne soit que le fruit d'un complot mis en place contre Citroën. En effet, il apprend plus tard par plusieurs voyageurs qu'il n'y a jamais eu de rébellion dans cette région marocaine. Citroën suspecte alors son éternel rival, Louis Renault, qui annonce également, quelque temps après Citroën une expédition similaire, mais avec des automobiles conventionnelles à 2 × 6 roues, la deuxième mission Gradis qui part effectivement le 14 novembre 1924 du fort de la Légion étrangère de Colomb-Béchar.

### Reprise
Mais loin d'être abattu par cette première déconvenue, Citroën imagine un projet encore plus grand et plus ambitieux, celui de traverser le continent noir de part en part avec ses autochenilles. Cette mission, dénommée « croisière noire », doit aller bien au-delà de la simple expédition pour voyageurs fortunés et constituer un véritable projet scientifique associant ethnologues, géologues, météorologues, zoologistes, anthropologues, géographes et cartographes. L'expédition sera filmée et photographiée, prétendant à une véritable expédition à portée politique et culturelle.
Le nouveau projet reçoit un accueil favorable de la part des hauts responsables de l'État, comme le président de la République française. Il voit dans cette expédition le moyen d'établir une connexion entre les zones reculées d'Afrique, comme Djibouti et Madagascar. Trois institutions importantes, la Société de géographie, le Muséum national d'histoire naturelle et le sous-secrétariat d'État à l'aéronautique, apportent également leur soutien et leurs conseils dans cette aventure scientifique.

### Aventure africaine

#### Participants
L'expédition permet à 8 autochenilles Citroën P4T, équipées du dispositif de propulsion Kégresse-Hinstin avec bandes de roulement en caoutchouc, de parcourir 20 000 km à travers l'Afrique. Elles se différencient néanmoins des autochenilles de série par quelques perfectionnements pour s'adapter aux divers climats du continent africain. En particulier, le refroidissement du moteur est modifié pour résister au climat tropical. Un récupérateur de vapeur placé au-dessus du radiateur et des éléments latéraux disposés légèrement en oblique sous le carrossage doublant la surface de refroidissement sont adjoints. La transmission est désormais à six vitesses au lieu de trois normalement et le différentiel comporte un blocage, à la manière des quatre roues motrices. Enfin, la garde au sol est augmentée d'environ 2 cm.
La mission, comportant 17 membres, est dirigée par Georges-Marie Haardt avec Louis Audouin-Dubreuil comme adjoint. En font également partie pour la partie cinématographique, Léon Poirier, réalisateur et Georges Specht, opérateur, Eugène  Bergognier, ancien professeur à l'école de médecine d'Afrique occidentale, Charles Brull pour la minéralogie et géologie et enfin le peintre Alexandre Iacovleff.
Les participants de l'expédition font preuve d'une certaine imagination. En effet, chaque autochenille possède un surnom : le Scarabée d'or pour celle de G.-M. Haardt et le Croissant d'argent pour celle de L. Audouin-Dubreuil sont les plus connues. Mais ces dénominations ne sont pas pour autant dénuées de sens. Les emblèmes sont peints sur les côtés des voitures et sur les remorques pour éviter les erreurs d'attelage. Les huit autochenilles étaient réparties en deux groupes. Le premier groupe réunit le Scarabée d'or, qui transporte les cartes, les armes et les documents, L'éléphant à la tour, qui lui avait à son bord les archives et la trésorerie, et le Soleil en marche ainsi que L'escargot ailé sont les deux voitures cinéma. Le deuxième groupe réunit quant à lui le Croissant d'argent, qui est conduit par le chef mécanicien Maurice Penand, la Colombe qui transporte le matériel médical et le ravitaillement, le Centaure et enfin le Pégase, voiture balai transportant les pièces de rechange.
Partis de Colomb-Béchar le 28 octobre 1924, Georges-Marie Haardt et ses compagnons traversent l'Algérie, le Niger, le Tchad, l'Oubangui-Chari et le Congo belge. Ouvrir une voie motorisée sur ce continent n'est pas des plus aisé, étant donné qu'il faut traverser le désert, la savane, les marécages, dont le tracé n'est pas encore cartographié. Cependant, les autochenilles Citroën s'en sortent très bien, ce qui profite à la réputation de la marque.

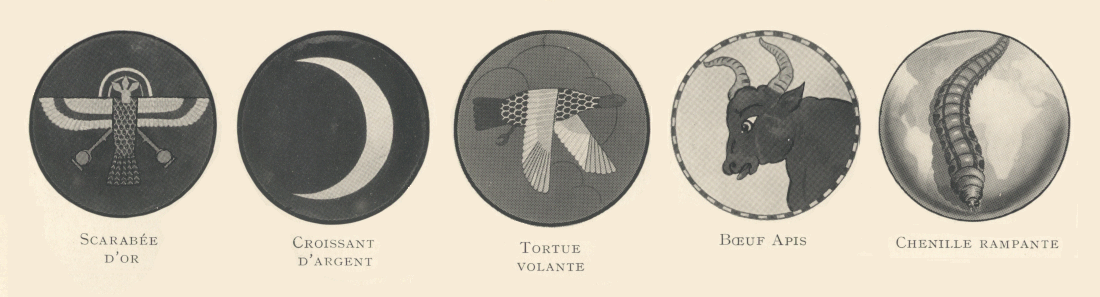
Les sigles dessinés sur les autochenilles pour les distinguer.

#### Déroulement
Les autochenilles Citroën n'ont aucune difficulté à traverser le désert, si bien que l'expédition progresse vite dans le Sahara et atteint le Niger le 19 novembre. L'information relative à la présence d'une expédition sur le continent se propage rapidement. À leur arrivée à Niamey, Citroën et ses compagnons sont accueillis par une immense troupe de cavaliers et de chameliers, qui pour certains ont fait de longs voyages pour aller à la rencontre de cette incroyable expédition et de ses engins motorisés. Les distances parcourues quotidiennement sont importantes et le 1er décembre, l'équipe atteint déjà Tessaoua, où le sultan Barmou les attend. Ce dernier est célèbre dans la région pour son harem de 100 femmes.

Itinéraire de la croisière noire.

Les premières difficultés surviennent après cette date. Les chemins praticables par les automobiles Citroën sont extrêmement rares, si bien que l'expédition doit tracer elle-même ses pistes, taillant à la machette des herbes hautes de plus de deux mètres. Ce n'est que le 18 décembre que l'expédition sort de cette zone difficile. Pour Noël, l'expédition a la chance d'atteindre Fort-Lamy, capitale de l'Afrique-Équatoriale française. Ils y restent jusqu'au 3 janvier 1925, le temps de passer le nouvel an et de se préparer à entamer un passage difficile pour leur expédition. En effet, elle se dirige désormais vers des régions plus hostiles où vivent des « femmes à plateau » et des « hommes léopards », réputés pour leurs sacrifices humains. Il s'agit néanmoins d'un aspect qualifié parfois de « publicitaire » pour l'expédition.
Après avoir parcouru près de 9 000 km en un peu moins de 5 mois, l'expédition fait une halte de 11 jours à Stanleyville avant de se diriger vers Kampala. À partir de là, ils se séparent en quatre groupes, équipés chacun de deux voitures, afin de rallier l'océan Indien et Tananarive, sur l'île de Madagascar, par des itinéraires différents. Ainsi, l'équipe d'Audouin-Dubreuil se dirige vers Mombasa, le commandant Bettemboug vers Dar es Salaam, Charles Brull vers Le Cap et enfin Haardt traverse quant à lui le Mozambique. Ce dernier chemin est considéré comme le plus périlleux et irréalisable selon les autorités anglaises. Ayant parcouru près de 28 000 km dans cette « incroyable aventure », l'expédition s'achève le 26 juin 1925.

### Cuisine
Aussi ambitieuse et hasardeuse que soit l'aventure, la cuisine ne saurait être négligée. André Citroën et G.-M. Haardt savent par expérience combien cette dimension du voyage est importante si bien qu'ils mettent tout en œuvre pour que les membres de l'expédition bénéficient des meilleures conditions possibles en la matière. Tous les efforts visent à fournir des repas complets et diversifiés quelles que soient les conditions du voyage et les aléas de la route. Yves Gauffreteau, cuisinier de l'expédition, doit néanmoins s'adapter au contexte culturel dans lequel ils vivent, et composer des repas avec un ravitaillement en vivres frais parfois incertain. Par ailleurs, ses plats doivent être réalisables sur les « bords de routes ».

## Retour

### Rayonnement culturel et scientifique

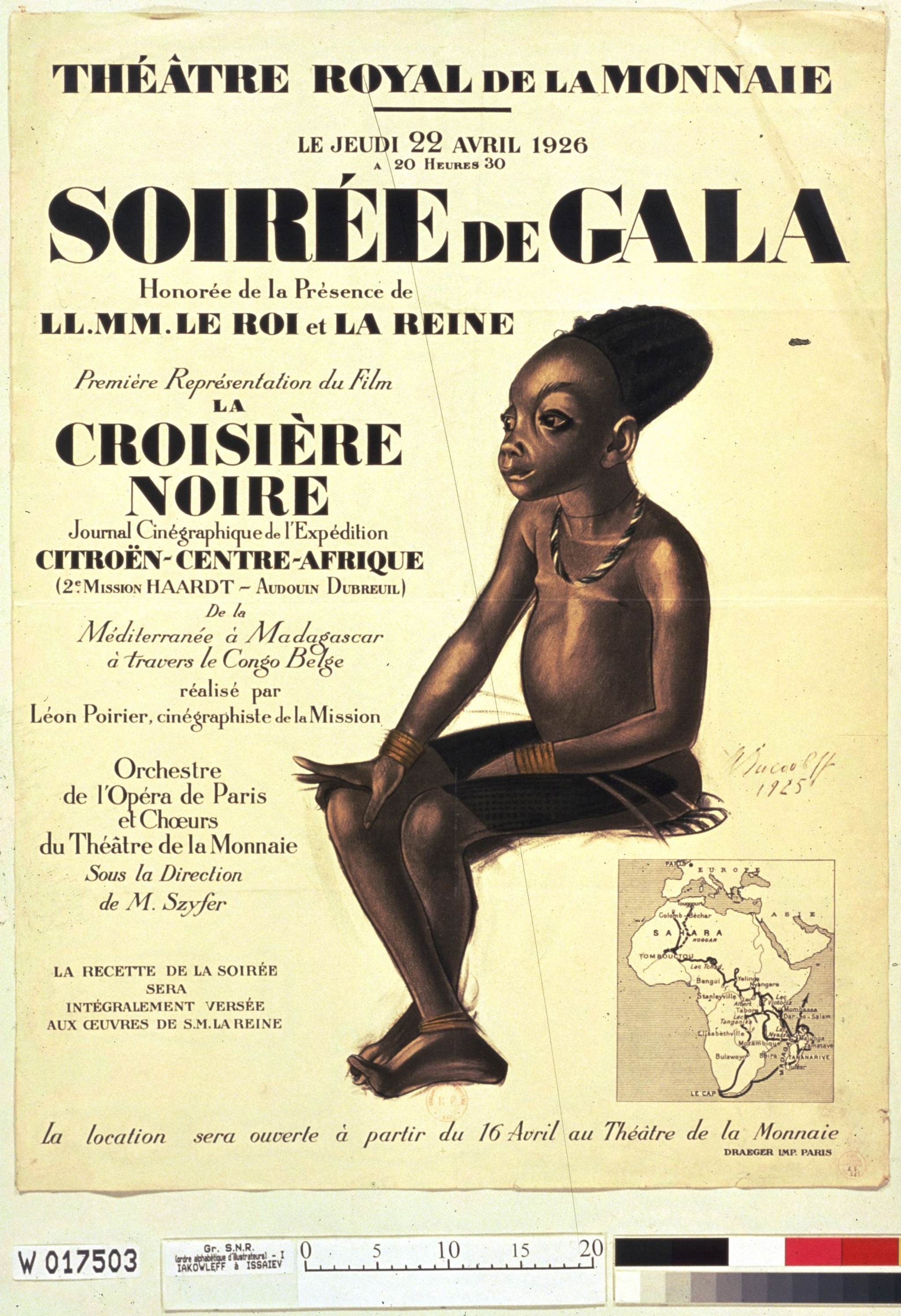
Affiche de la première représentation du film.

Les participants de l'expédition ne rentrent qu'à l'automne 1925 à Paris, où ils sont reçus triomphalement par la population française. Diverses expositions, notamment au musée du Louvre, sont organisées pour permettre aux visiteurs de découvrir les autochenilles, ainsi que les divers objets ramenés par l'expédition. D'un point de vue scientifique, il s'agit également une réussite. 300 planches botaniques, 15 livres de croquis et des échantillons de plus de 300 mammifères, 800 oiseaux et 1 500 insectes, pour la plupart jamais inventoriés, sont ainsi collectés.
La croisière noire s'est par ailleurs fixé un objectif photographique d'ordre ethnographique soutenu par la Société de géographie. Cette dernière explique ainsi qu'il s'agit de « la tâche la plus urgente qui incombe à l'heure actuelle à tous les voyageurs, de noter par tous les moyens possibles, en particulier par la photographie et le cinéma, les types anthropologiques et les mœurs »,. Ainsi, 27 kilomètres de film sont impressionnés et 6 000 photographies réalisées, mais la mise en scène des reportages est souvent préférée à l'aspect scientifique. C'est grâce à ces fichiers que Léon Poirier peut réaliser le film muet de l'expédition, La Croisière noire, d'une durée de 70 min, qui sort le 2 mars 1926. Souvent décrit de la manière suivante, le film permet à des voyageurs imaginaires de découvrir les beautés de l'Empire français. Ce film connaît un très grand succès, tout comme l'expédition dans sa globalité. Cette dernière, dont le coût initial est de 100 000 livres, connaît de telles retombées, notamment pour les automobiles Citroën, que l'investissement est vite rentabilisé.

### Aspect politique
La croisière noire est remarquable sur le plan politique pour avoir établi une liaison entre différents territoires sous des juridictions radicalement différentes. Portés par un esprit résolument colonisateur, les pays européens et notamment la France, se réjouissent de pouvoir combler cette barrière naturelle entre les deux parties de l'Empire colonial français, à la fois stratégique et administrative, que constitue le désert du Sahara. L'État français voit également dans la croisière noire la possibilité de poursuivre son projet politique, tout en investissant dans des entreprises privées. La traversée du Sahara ainsi réalisée, l'Empire français se veut ainsi plus uni et stable, propageant dans les métropoles l'image d'un empire cohérent.
Par le développement d'une liaison, l'État français voit enfin la possibilité de faire concurrence aux Britanniques, « en les amenant à emprunter à leur tour les services de liaisons françaises pour se rendre dans le Nigeria du nord ». La croisière noire permit à l'Empire français de démontrer sa supériorité technique face aux difficultés que présente le continent africain, à un moment où ce dernier cherchait justement à trouver des solutions plus techniques que militaires pour souder l'empire.
Certains diront néanmoins que l'Empire colonial français utilise l'imaginaire produit par la croisière noire, puis par la croisière jaune, quelques années plus tard, pour montrer sa capacité à conquérir le monde.